# Vukovar
Vukovar (sârbă Вуковар) este un oraș în cantonul Vukovar-Srijem, Croația, având o populație de 27.683 de locuitori (2011).

## Demografie
Componența etnică a orașului Vukovar
     Croați (57,37%)
     Sârbi (34,87%)
     Ruteni (1,59%)
     Maghiari (1,25%)
     Necunoscut (1,73%)
     Neclasificat (2,61%)
Componența confesională a orașului Vukovar
     Catolici (57,65%)
     Ortodocși (34,33%)
     Fără religie și atei (3,16%)
     Necunoscută (2,79%)
     Alte religii (2,07%)
Conform recensământului din 2011, orașul Vukovar avea 27.683 de locuitori. Din punct de vedere etnic, majoritatea locuitorilor (57,37%) erau croați, existând și minorități de sârbi (34,87%), ruteni (1,59%) și maghiari (1,25%). Apartenența etnică nu este cunoscută în cazul a 1,73% din locuitori. Din punct de vedere confesional, majoritatea locuitorilor (57,65%) erau catolici, existând și minorități de ortodocși (34,33%) și persoane fără religie și atei (3,16%). Pentru 2,79% din locuitori nu este cunoscută apartenența confesională.

## Personalități născute aici
- Lavoslav Ružička (1887 - 1976), chimist, Premiul Nobel pentru Chimie;
- Pavao Pavličić (n. 1946), scriitor;
- Marko Babić (1965 - 2007), ofițer participant la Războiul de Independență al Croației;
- Milan Gajić (n. 1996), fotbalist.